# Грдина, Иржи
Иржи Грдина (чеш. Jiří Hrdina, род. 5 января 1958, Млада-Болеслав) — чехословацкий хоккеист, игравший на позиции центрального нападающего. Чемпион мира 1985 года, серебряный призёр Олимпийских игр 1984 года. Трёхкратный обладатель Кубка Стэнли.

## Карьера

#### Клубная
Иржи Грдина начал свою карьеру в клубе «Спарта Прага». С 1977 года играл в чемпионате Чехословакии за основную команду. В 1981 году на два года перешёл в армейскую команду «Дукла Тренчин». В 1983 году вернулся в «Спарту», где провёл следующие 4 сезона. По ходу сезона 1987/88 перебрался за океан, в клуб НХЛ «Калгари Флэймз», в котором провёл неполных 3 сезона. В 1989 году стал обладателем Кубка Стэнли. В 1990 году перешёл в «Питтсбург Пингвинз». В обоих сезонах в составе «пингвинов» Грдина становился обладателем Кубка Стэнли. Завершил игровую карьеру в 1992 году в возрасте 34 лет. После окончания карьеры стал скаутом. С 1992 по 1999 год был европейским скаутом «Калгари Флэймз», летом 1999 года перешёл на аналогичную должность в команду «Даллас Старз», которую занимает по настоящее время.

#### Сборная
С 1981 по 1990 год играл за сборную Чехословакии. Был многократным призёром Олимпийских игр и чемпионатов мира. Главным успехом в карьере стала золотая медаль чемпионата мира 1985 года, проходившего в Чехословакии.
6 мая 2010 года принят в Зал славы чешского хоккея.

## Достижения
- Обладатель Кубка Стэнли 1989, 1991 и 1992
- Чемпион мира 1985
- Серебряный призёр Олимпийских игр 1984
- Серебряный призёр чемпионата мира 1982
- Серебряный призер чемпионата мира и Европы 1983
- Бронзовый призёр чемпионата мира 1987 и 1990
- Серебряный призер чемпионата Европы 1985, 1987
- Бронзовый призер чемпионата Европы 1982
- Бронзовый призёр чемпионата Чехословакии 1987
- Бронзовый призёр молодёжного чемпионата мира 1977

## Статистика
- Чемпионат Чехословакии — 391 игра, 315 очков (134+181)
- Чехословацкая вторая лига — 36 игр, 64 очка (40+24)
- Сборная Чехии — 194 игры, 55 шайб
- НХЛ — 296 игр, 137 очков (47+90)
- Всего за карьеру — 917 игр, 276 шайб